# Michał Mościcki

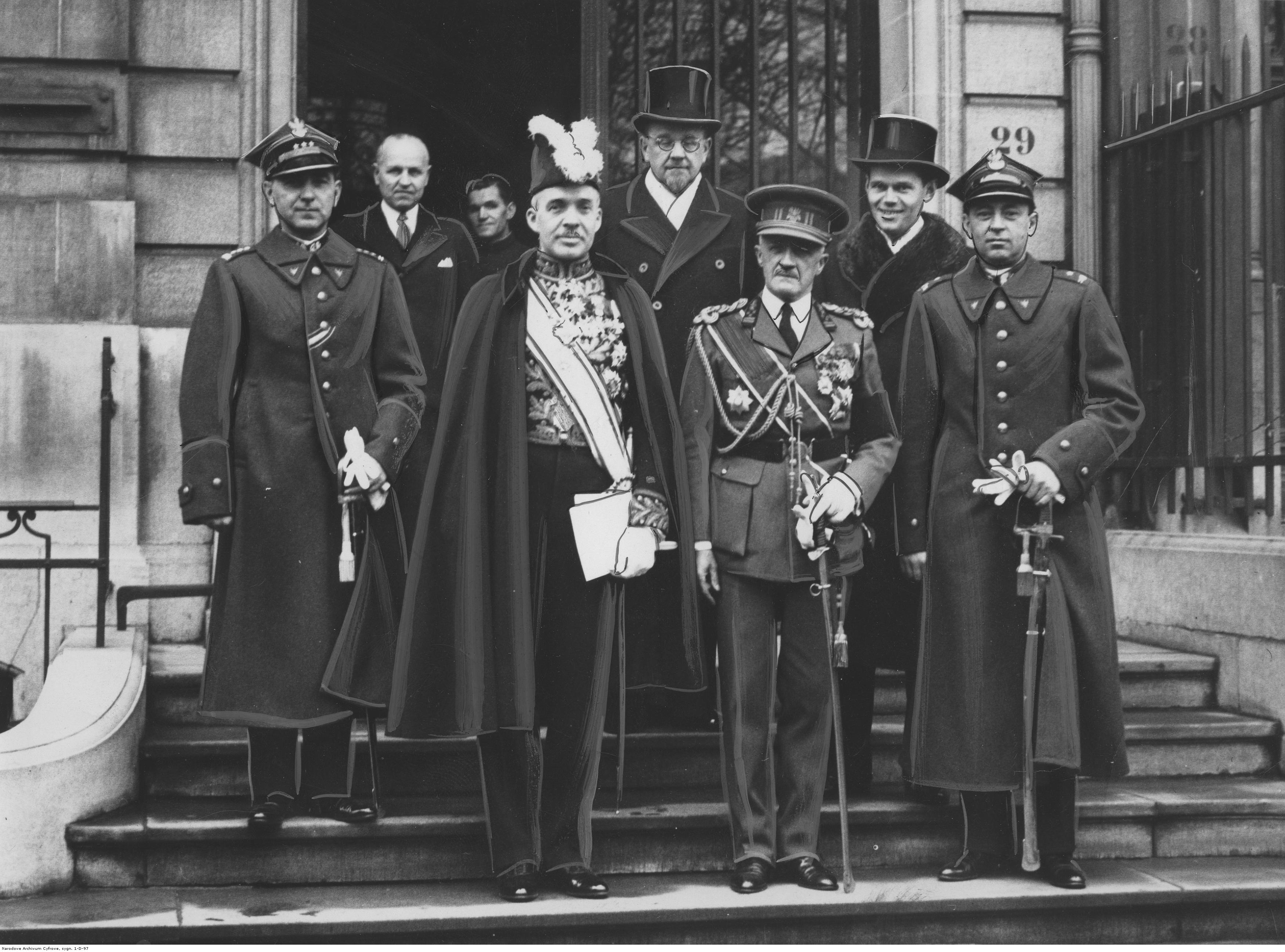
Złożenie listów uwierzytelniających królowi belgijskiemu Leopoldowi III przez posła Michała Mościckiego, 14 grudnia 1937

Michał Mościcki (ur. 29 września 1894 w Londynie, zm. 4 marca 1961 w Nowym Jorku) – dyplomata II Rzeczypospolitej.

## Życiorys
Syn Michaliny i Ignacego Mościckich. Jego rodzeństwem byli Helena (1897−1962), pierwsza żona Tadeusza Zwisłockiego i druga żona Aleksandra Bobkowskiego, Józef Wiktor (1898−1955), późniejszy dyplomata, Franciszek Ludwik (1899−1927).
Po odzyskaniu przez Polskę niepodległości został przyjęty do Wojska Polskiego i awansowany do stopnia podporucznika rezerwy piechoty ze starszeństwem z dniem 1 czerwca 1919. W 1923 i 1924 był oficerem rezerwowym 72 pułku piechoty. Od stycznia 1919 brał udział w pracach polskiej delegacji na konferencję pokojową w Wersalu jako sekretarz Kazimierza Dłuskiego. Od 1920 był pracownikiem Ministerstwa Spraw Zagranicznych, w latach 1921–1924 pracował w poselstwie w Tokio, w latach 1924–1928 w Paryżu. Od 1928 do 1933 był oddelegowany do kancelarii cywilnej Prezydenta RP. W marcu 1933 został mianowany radcą poselstwa RP w Wiedniu, ale już od czerwca 1933 do 1936 piastował funkcję polskiego posła w Tokio. 22 września 1936 został odwołany z dniem 1 grudnia 1936. Od 25 października 1937 do grudnia 1939 był Posłem Nadzwyczajnym i Ministrem Pełnomocnym w Belgii i Luksemburgu. Odwołany przez rząd Sikorskiego wyjechał do USA, gdzie przebywał do śmierci.
Był kawalerem maltańskim.

## Ordery i odznaczenia
- Krzyż Komandorski Orderu Odrodzenia Polski (11 listopada 1934)[7][8]
- Srebrny Krzyż Zasługi (14 czerwca 1928)[9][7]
- Medal Pamiątkowy za Wojnę 1918–1921[7]
- Medal Dziesięciolecia Odzyskanej Niepodległości[7]
- Brązowy Medal za Długoletnią Służbę
- Wielka Wstęga Orderu Świętego Skarbu (1936, Japonia)[10]
- Wielki Oficer Orderu Chrystusa (1931, Portugalia)[7][11]
- Wielki Oficer Orderu Zasługi Cywilnej (Hiszpania)[7]
- Komandor Orderu św. Sawy (Jugosławia)[7]
- Komandor Orderu Zasługi Cywilnej (Bułgaria)[7]
- Komandor Orderu Gwiazdy Rumunii (Rumunia)[7]
- Komandor Orderu Trzech Gwiazd (Łotwa)[7]
- Komandor Orderu Białej Róży Finlandii (Finlandia)[7]
- Komandor Orderu Zasługi (Węgry)[7]
- Komandor Orderu śś. Maurycego i Łazarza (Włochy)[7]
- Oficer Orderu Legii Honorowej (Francja)[7][8]
- Oficer Orderu Świętego Skarbu (Japonia)[7]
- Oficer Orderu św. Grzegorza Wielkiego (Stolica Apostolska)[7]
- Kawaler Orderu Korony Włoch (Włochy)[7]
- Krzyż Magistralny Orderu Maltańskiego (SMOM)[7][8]
- Medal Koronacyjny Króla Jerzego VI (Wielka Brytania)